# Lycée Sainte-Ursule
Pour les articles homonymes, voir Sainte-Ursule.
 (mai 2023).
Si vous disposez d'ouvrages ou d'articles de référence ou si vous connaissez des sites web de qualité traitant du thème abordé ici, merci de compléter l'article en donnant les références utiles à sa vérifiabilité et en les liant à la section « Notes et références ».
Le lycée Sainte-Ursule est un établissement privé d'enseignement catholique sous contrat d'association avec l'État, situé au 26 rue Émile Zola à Tours. Connu pour son niveau scolaire, il affiche un taux de réussite au baccalauréat de 100 % depuis plusieurs années.

## Histoire

### Compagnie de Sainte-Ursule[2]
L'histoire du Lycée, si elle commence effectivement en 1815, à ses racines en 1606, quand Anne de Xainctonge fonde à Dole la compagnie de Sainte-Ursule pour l'éducation des femmes et des filles de son temps. 
En 1793 la Révolution disperse les maisons des Ursules, de Dôle et d'ailleurs, et en 1815 l'une de ces Ursules, Mère Roland de Bussy est appelée par l'Archevêque de Tours, Monseigneur de Barral, afin de reprendre en main une institution catholique de jeunes filles située rue des Ursulines. 
Le 2 avril 1818 la Communauté des Ursules fait l'acquisition de la maison du Président Gautier rue de l'Archevêché, actuelle rue Émile Zola. Il y eut alors un pensionnat de jeunes filles et une école primaire gratuite en vue d'aider des jeunes défavorisés. 
De 1818 à 1904 le pensionnat et l'école gratuite se développent. On y pratique une pédagogie originale, bien personnalisée. 
Le 7 juillet 1904, sous le ministère Combes, est votée l'interdiction d'existence de tous les ordres enseignants congréganistes. Le 11 juillet de la même année l'ordre de fermeture est donné. Les pensionnaires sont expulsées. 
En 1905 sont votées les lois de séparation des Églises et de l'État et de mise sous séquestre des biens de l'Église et des congrégations. Les sœurs s'exilent alors à Rome, New York et Bruges (institution Haverlo). La maison de la rue Émile Zola sera mise en vente par l'État en 1909. Une société immobilière en fera l'acquisition pour la mettre à disposition de l'archevêché, devenant le petit séminaire ainsi que la demeure de l'archevêque, expulsés eux aussi.

### Cours Sainte-Véronique
En 1920 un retour dans la région de Touraine est possible et l'école s'installe rue Bernard Palissy, avec le pensionnat quai d'Orléans. C'est le début du « Cours Sainte-Véronique ». En 1925 une maison est acquise au 116 boulevard Béranger, où quelques années plus tard seront regroupés école et pensionnat.
En 1950, avec l'accord de l'archevêché, l'école réintègre les bâtiments de la rue Émile Zola. Mère Marie-Véronique, alors supérieure générale, animera cette période pendant de longues années. 
En 1960 la loi Debré permet une association contractuelle entre les écoles privées et l'État, régime dont bénéficiera le cours Sainte-Véronique. 
En 1968 la carte scolaire entre en vigueur et l'Institution Sainte-Véronique se transforme en lycée. La mixité s'y installe progressivement et le lycée est rebaptisé « Sainte-Ursule » en 1973.

### Lycée Sainte-Ursule
En 1978 la direction du lycée est confiée pour la première fois à un professeur laïc. 
En janvier 1991 la compagnie de Sainte-Ursule a souhaité confier la tutelle du lycée au diocèse de Tours.

## Enseignement

### Spécialités
L'établissement prépare au baccalauréat général, avec les spécialités :
- Arts : arts plastiques et musique ;
- Histoire, géographie, géopolitique et sciences politiques ;
- Humanités, littérature et philosophie ;
- Langue et littérature étrangères : anglais ;
- Mathématiques ;
- Sciences de la vie et de la terre ;
- Sciences économiques et sociales ;
- Physique, chimie ;
- Numérique et sciences informatiques.

Il prépare aussi au baccalauréat technologique ST2S, en proposant dès la seconde GT, l'option Santé et Social mais aussi au baccalauréat professionnel ASSP.
Il propose également les options mathématiques expertes, mathématiques complémentaires et droit et grands enjeux du monde contemporain. 

### Section Européenne
Le Lycée possède deux sections européennes, chacune préparant à des diplômes spécifiques que les élèves peuvent choisir de passer : 
- Anglais : First Certificate in English, Certificate Advanced in English (Université de Cambridge)
- Espagnol : DELE B2 (Université de Salamanque)